# Camili, Ağaçören
Camili là một thị trấn thuộc huyện Ağaçören, tỉnh Aksaray, Thổ Nhĩ Kỳ. Dân số thời điểm năm 2010 là 1.672 người.